# Crashtest

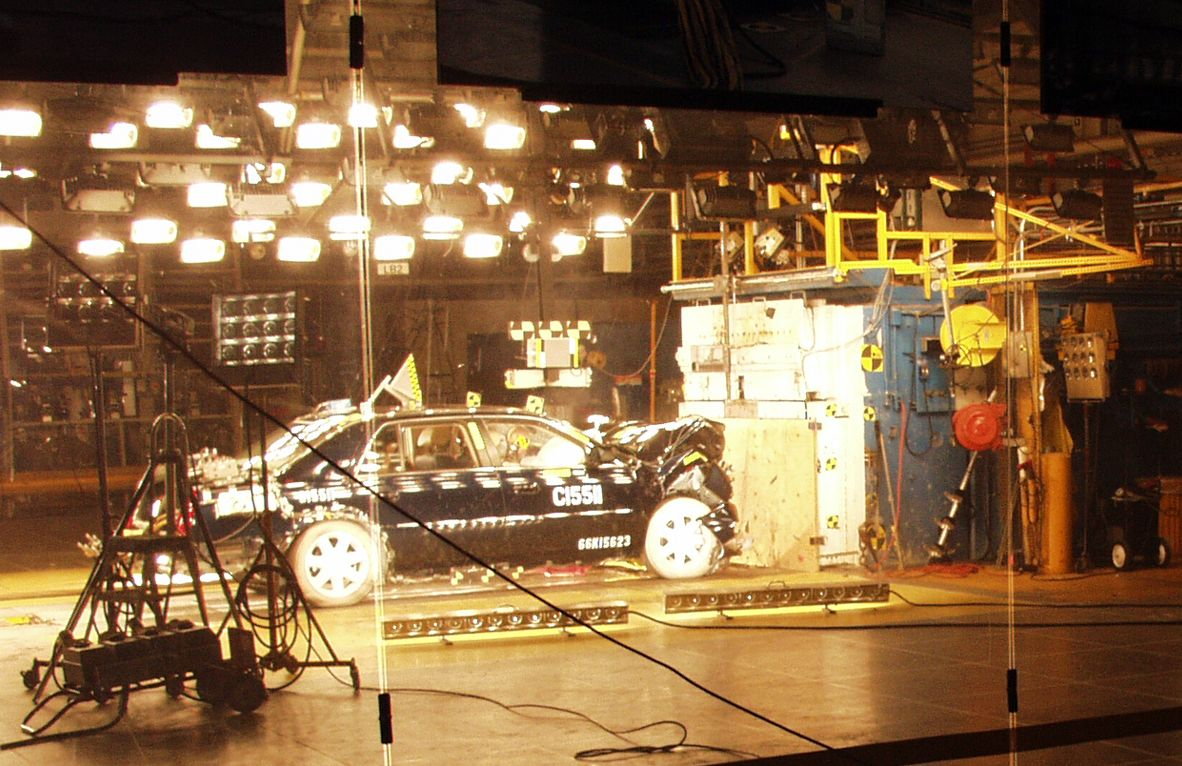
Crashtest bei General Motors

Ein Crashtest [ˈkræʃ-] (deutsch Unfalltest) ist ein Kollisionsversuch von Fahrzeugen unter realistischen kontrollierten Bedingungen. Solche Tests sind vor allem in der Automobilindustrie bei der Entwicklung von Fahrzeugen und Sicherheitssystemen üblich. Sie dienen dazu, Erkenntnisse über das Verhalten eines Fahrzeuges, seiner Insassen oder der Ladung bei unterschiedlichen Crashkonfigurationen zu gewinnen. Das Ergebnis ist entweder die Bestätigung der gewünschten Fahrzeugsicherheit oder die Aufdeckung von Schwachstellen, die noch behoben werden müssen.
Für die nationale Typgenehmigung von Fahrzeugen in Deutschland, speziell für die Allgemeine Bauartgenehmigung (ABG), ist heutzutage der Nachweis des Vorhandenseins eines Qualitätssicherungssystems auf Seiten des Herstellers obligatorisch. Der damit verbundene Vollzug der Qualitätssicherung beinhaltet indirekt die Durchführung von Crashtests durch den Hersteller. Da Fahrzeughersteller im Allgemeinen bestrebt sind, sich größere Märkte für ihre Fahrzeuge zu erschließen, tritt in der Regel zu den hiesigen gesetzlichen Bestimmungen eine Vielzahl weiterer Vorschriften hinzu, etwa die Empfehlungen der United Nations Economic Commission for Europe (UNECE), Transport Division, die sich in EU-Richtlinien niederschlagen (siehe ECE-R), und anderer Institutionen. In den USA liegen andere Typgenehmigungsbestimmungen und ein separates Regelwerk für Fahrzeugsicherheit (siehe FMVSS u. a.) vor, welches sich von anderen Teilen der Welt (insbesondere Europa) unterscheidet, sodass hiesige Hersteller üblicherweise ihre Modelle in den USA gesonderte Crashtests absolvieren lassen, falls sie beabsichtigen, diese dort zu vermarkten.

## Grundlegendes
Beim Crashtest wird ein Fahrzeug unter definierten Bedingungen gegen ein feststehendes starres oder deformierbares Hindernis gefahren, weiter gibt es die Möglichkeit, Fahrzeug-Fahrzeug-Crashs zu fahren oder Kollisionen mit Fußgängern zu simulieren. Die Auswirkungen werden durch zahlreiche Sensoren und durch Aufnahmen mit Hochgeschwindigkeitskameras erfasst.

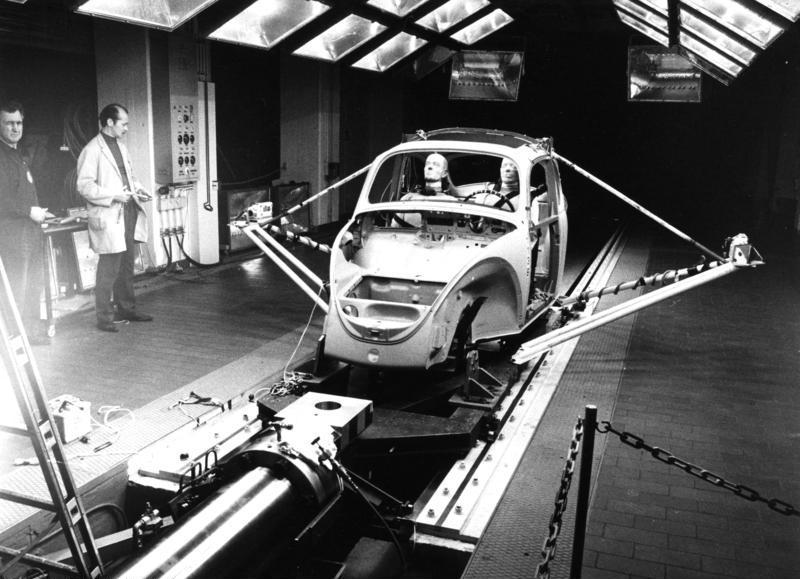
Crashtest-Versuchsanlage bei VW, 1973

Der Crashtest findet meistens in einer speziellen Versuchsanlage statt. Das Fahrzeug wird durch ein Schleppseil auf die je nach Versuch notwendige Geschwindigkeit beschleunigt und trifft am Ende der Strecke auf das Hindernis. Crashtests mit dem Gesamtfahrzeug werden bereits in der Prototypenphase durchgeführt. Sie dienen in erster Linie der Strukturabsicherung des Fahrzeugs.
Bei sogenannten Schlittenversuchen, der häufigsten Art von durchgeführten Crashtests, wird nur eine (üblicherweise verstärkte) Rohkarosserie mit den zu prüfenden Komponenten auf einen Schlitten montiert. Je nach Bauart der Anlage wird der Schlitten am Ende einer Anlaufstrecke durch eine entsprechende Vorrichtung definiert verzögert oder aus dem Stand heraus definiert beschleunigt. Der Schlitten und die Karosserie werden bei dem Versuch nicht beschädigt und können wiederverwendet werden.
Bei seitlichen Anprallversuchen kann auch das sonst stehende Hindernis (z. B. Deformierbare Barriere) auf einem rollfähigen Wagen befestigt werden und gegen das stehende Fahrzeug beschleunigt werden.
Mit Hilfe von Spurführungssystemen wie z. B. dem CCV-System können Crashtests auch außerhalb von festen Versuchsanlagen an jedem beliebigen Ort durchgeführt werden. Solche Systeme werden, z. B. von der DEKRA, und wurden von DaimlerChrysler eingesetzt. Dabei werden die Fahrzeuge aus eigener Motorkraft angetrieben. Mögliche Testarten sind z. B. Blockanprall (z. B. Euro NCAP, US NCAP, FMVSS), Anprall gegen Hindernis (z. B. Baum), Schutzplanken-Anprall, Fahrzeug-Fahrzeug-Crash.

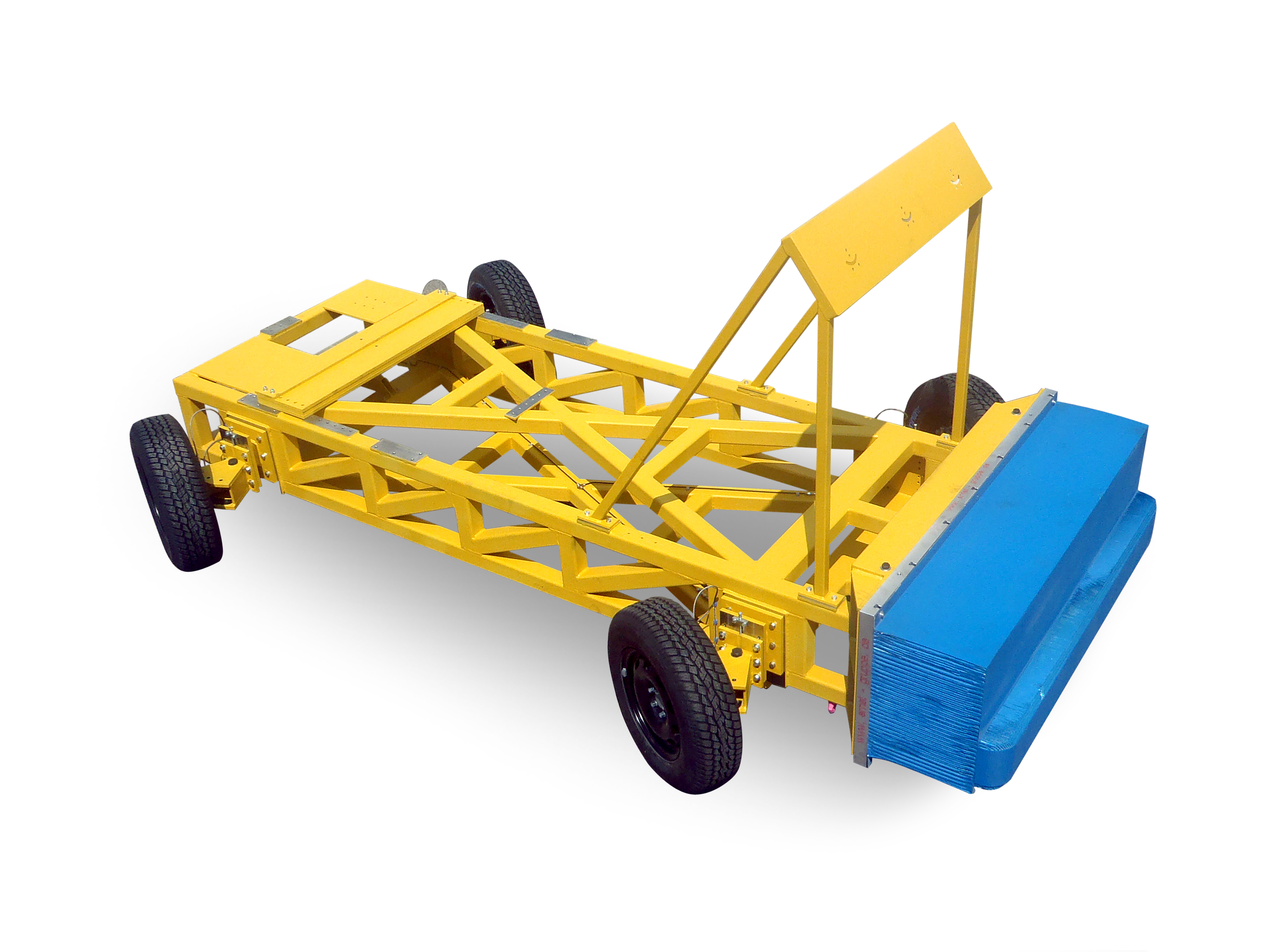
Mobile Crashbarriere für Versuche nach FMVSS 214 – Ernst Prüfmaschinen

Je nach Versuchsaufbau können so die verschiedensten Crashsituationen erzielt werden (z. B. Aufprall auf einen Baum, Kollision mit anderen Fahrzeugen frontal, seitlich oder von hinten und mit unterschiedlicher Überdeckung). Außerhalb genormter Crashkonfigurationen werden auch reale Verkehrsunfälle nachgebildet. Hier dienen die Daten eines Unfalls bzw. von Sachverständigen- oder Zeugenaussagen als Grundlage für die Konfiguration. Solche Versuche werden häufig für forensische Sachverständigen-Gutachten in Auftrag gegeben, um eine Unfallsituation nachzustellen. Ein Crashtest führt fast immer zur Zerstörung des untersuchten Fahrzeugs – oft sogar bei teuren Prototypen. Wenn die Möglichkeit besteht, werden diese Tests daher durch Computersimulationen ersetzt (siehe Finite-Elemente-Methode). Manchmal werden auch keine vollständigen Fahrzeuge verwendet, sondern nur relevante Teilbereiche.
Zur Simulation von Fahrzeuginsassen werden so genannte Dummys eingesetzt.
Der erste Crashtest in Deutschland wurde am 10. September 1959 von Mercedes-Benz durchgeführt.

## Systematische Durchführung von Crashtestserien

### Euro NCAP bis 2008
Ein in Europa verbreitetes herstellerunabhängiges Crashtestprogramm ist Euro NCAP. Die Abkürzung steht für „European New Car Assessment Program“ und bestand bis Ende 2008 aus folgenden drei Teilen:
- Insassenschutz
  - Frontalcrash: Das Fahrzeug wird auf eine Geschwindigkeit von 64 km/h beschleunigt und prallt dann seitlich versetzt, frontal auf eine deformierbare Barriere.
  - Seitencrash: Eine 50 km/h fahrende Barriere, die auf einem Wagen montiert ist, stößt seitlich mit dem Fahrzeug zusammen.
  - Pfahlcrash: Mit 30 km/h prallt das Fahrzeug seitlich auf der Höhe des Fahrers auf eine Stahlsäule.
- Kindersicherheit
  - Verschiedene Tests untersuchen die Sicherheit von Kindern, die in einem Isofix-System oder speziellen Kissen mit einem Gurt fixiert sind, bei Unfallsituationen.
- Fußgängerschutz
  - Hierbei werden mehrere Einzeltests mit speziellen Prüfkörpern, sog. Impaktoren, durchgeführt. Diese Prüfkörper sollen Kopf, Hüfte und Unterschenkel eines Fußgängers repräsentieren.

### Euro NCAP ab 2009
Seit dem Jahr 2009 wurde der Euro NCAP erweitert; er umfasst seither die vier Bereiche
- Insassenschutz
  - Frontalcrash mit 40 % Überdeckung: Das Fahrzeug wird auf eine Geschwindigkeit von 64 km/h beschleunigt und prallt dann seitlich versetzt mit 40 % der Fahrzeugbreite frontal auf eine deformierbare Barriere.
  - Frontalcrash mit 100 % Überdeckung: Das Fahrzeug wird auf eine Geschwindigkeit von 50 km/h beschleunigt und prallt mit der vollen Fahrzeugbreite frontal auf eine nicht deformierbare Barriere (seit 2015).[4]
  - Seitencrash: Eine 50 km/h fahrende Barriere, die auf einem Wagen montiert ist, stößt seitlich mit dem Fahrzeug zusammen.
  - Pfahlcrash: Mit 30 km/h (32 km/h seit 2015) prallt das Fahrzeug seitlich auf der Höhe des Fahrers auf eine Stahlsäule.
  - Heckcrash: Untersuchung der Sicherheit von Kopfstützen, Rückhaltesystemen und Airbags auf allen Sitzen beim Schutz der Halswirbelsäule
- Kindersicherheit
  - Verschiedene Tests untersuchen die Sicherheit von Kindern, die in einem Isofix-System oder speziellen Kissen mit einem Gurt fixiert sind bei Unfallsituationen.
- Schutz von ungeschützten Verkehrsteilnehmern
  - Hierbei werden mehrere Einzeltests mit speziellen Prüfkörpern, sog. Impaktoren, durchgeführt. Diese Prüfkörper sollen Kopf,[5] Hüfte[6] und Unterschenkel[7] eines Fußgängers repräsentieren. Zusätzlich wird geprüft, ob ein eventuell vorhandenes Notbremssystem auch auf Fußgänger[8] (seit 2016) und auf Radfahrer[9] (seit 2018) reagiert.
- Aktive Sicherheit
  - Beurteilung des Vorhandenseins sowie der Wirksamkeit der Sicherheitssysteme, Gurtwarner, ESP-Systeme sowie Geschwindigkeitsbegrenzern.

Diese Tests gelten nur für Pkw. Seit 2014 prüft Euro NCAP auch Vierrad-Leichtmobile, hierbei wurden jedoch sowohl die Zahl der Tests als auch die Anforderungen verringert.

## Crashtests für Schienenfahrzeuge
Für Schienenfahrzeuge wurden im Rahmen des Projekts „Safetrain“ systematische Crashtests durchgeführt, über die auch Videodokumentationen verfügbar sind.